# 뉴올리언스 블루스
뉴올리언스 블루스는 루이지애나 블루스가 만들어진 1940~1950년대 사이에 뉴올리언스에 뿌리를 두고, 부유한 블루스로 자리잡았고 시대를 역행하는 블루스의 하위 장르이다. 재즈로부터 큰 영향을 받았으며, 카리브해의 영향 또한 받았다. 피아노와 색소폰이 주를 이뤘지만, 기타를 치는 블루스 맨도 있었다. 이 장르의 주역이라 하자면 롱헤어 교수 (Professor Longhair)와 기타 슬림 (Guitar Slim)이 있으며, 이들은 알앤비 차트 및 주류 히트 곡들을 프로듀싱했다.